# Anomosetidae
Anomoses hylecoetes es una especie de lepidóptero glosado primitivos y un endemismo de Queensland y New South Wales, Australia. Es el único miembro de la familia Anomosetidae.